# Alexandros Diomidis
Alexandros Diomidis, in albanese: Aleksandër Diomidi Qiriako; in greco Αλέξανδρος Διομήδης (Atene, 3 gennaio 1875 – 11 novembre 1950), è stato un politico ed economista greco di etnia albanese (arvanita), governatore della Banca di Grecia e primo ministro dal 28 giugno 1949 al 6 gennaio 1950.

## Biografia
Nato ad Atene da una famiglia arvanita originaria di Spetses, studia giurisprudenza ed economia a Weimar e Parigi ottenendo un dottorato all'Università di Berlino. Nel 1905 diventa professore all'Università di Atene.
Nel 1909 viene nominato prefetto della Provincia dell'Attica e l'anno seguente fa il suo ingresso in Parlamento tra le file del Partito Liberale.
Dal 1912 al 1915 e poi ancora nel 1922 ricopre la carica di ministro delle Finanze. Nel 1923 viene nominato Governatore della Banca di Grecia.
Dopo la morte del primo ministro Dimitrios Partsalidis viene nominato a capo del governo, carica che ricopre dal 28 giugno 1949 al 6 gennaio 1950 quando, a seguito di uno scandalo che coinvolse il Ministro dei Trasporti Hatzipanos fu costretto a dimettersi.
Ha lasciato parte del suo patrimonio e di quello di sua moglie con lo scopo di creare un giardino botanico, aperto ad Atene nel 1952.